# Вімблдонський турнір 1989
Вімблдонський турнір 1989 проходив з 26 червня по 9 липня 1989 року на кортах Всеанглійського клубу лаун-тенісу і крокету в передмісті Лондона Вімблдоні. Це був 103-й Вімблдонський чемпіонат, а також третій турнір Великого шолома з початку року. Турнір входив до програм ATP та WTA турів.

## Огляд подій та досягнень
У чоловіків Борис Бекер переміг у фіналі минулорічного чемпіона Стефана Едберга й утретє виграв Вімблдон. Це була також його третя перемога на турнірах Великого шолома.
У жінок Штеффі Граф відстояла свій минулорічний титул й здобула 7-му перемогу в мейджорах.

## Результати фінальних матчів

### Дорослі
| Одиночний розряд. Джентльмени |                                |                              |
| Борис Бекер                   | Стефан Едберг                  | 6–0, 7–6(7–1), 6–4           |
|                               |                                |                              |
| Одиночний розряд. Леді        |                                |                              |
| Штеффі Граф                   | Мартіна Навратілова            | 6–2, 6–7(1–7), 6–1           |
|                               |                                |                              |
| Парний розряд. Джентльмени    |                                |                              |
| Джон Фіцджеральд Андерс Яррід | Рік Ліч Джим П'ю               | 3–6, 7–6(7–4), 6–4, 7–6(7–4) |
|                               |                                |                              |
| Парний розряд. Леді           |                                |                              |
| Яна Новотна Гелена Сукова     | Лариса Савченко Наташа Звєрєва | 6–1, 6–2                     |
|                               |                                |                              |
| Мікст                         |                                |                              |
| Яна Новотна Джим П'ю          | Дженні Берн Марк Кратцманн     | 6–4, 5–7, 6–4                |
|                               |                                |                              |

### Юніори
| Одиночний розряд. Хлопці           |                                   |                    |
| Ніклас Култі                       | Тодд Вудбрідж                     | 6–4, 6–3           |
|                                    |                                   |                    |
| Одиночний розряд. Дівчата          |                                   |                    |
| Андреа Страднова                   | Мередіт Макграт                   | 6–2, 6–3           |
|                                    |                                   |                    |
| Парний розряд. Хлопці              |                                   |                    |
| Джаред Палмер Джонатан Старк       | Джон-Лаффні де Ягер Вейн Феррейра | 7–6(7–4), 7–6(7–2) |
|                                    |                                   |                    |
| Парний розряд. Дівчата             |                                   |                    |
| Дженніфер Капріаті Мередіт Макграт | Андреа Страднова Ева Швіглерова   | 6–4, 6–2           |
|                                    |                                   |                    |